# Leichtathletik-Weltmeisterschaften 2005/Kugelstoßen der Frauen

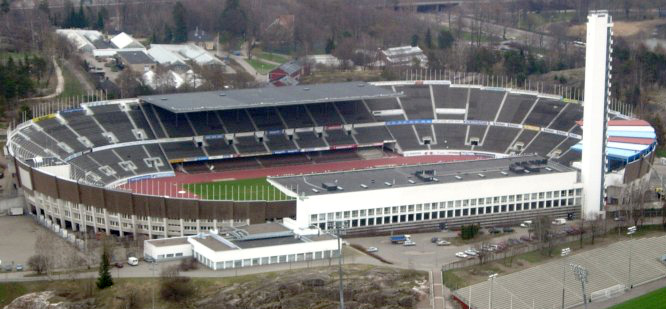
Das Olympiastadion in Helsinki im Mai 2005

Das Kugelstoßen der Frauen bei den Leichtathletik-Weltmeisterschaften 2005 wurde am 12. und 13. August 2005 im Olympiastadion der finnischen Hauptstadt Helsinki ausgetragen.
Weltmeisterin wurde die Russin Olga Rjabinkina. Als Silbermedaillengewinnerin durfte die Neuseeländerin Valerie Vili, spätere Valerie Adams, ihren ersten Erfolg bei einer großen internationalen Meisterschaft feiern. Die zweifache Vizeweltmeisterin (1999 / 2001) und Olympiazweite von 2004 Nadine Kleinert aus Deutschland errang die Bronzemedaille.

## Bestehende Rekorde
| Weltrekord | 22,63 m | Natalja Lissowskaja | Moskau, Sowjetunion (heute Russland) | 7. Juni 1987      |
| WM-Rekord  | 21,24 m | Natalja Lissowskaja | WM 1987 in Rom, Italien              | 5. September 1987 |

Der bestehende WM-Rekord wurde bei diesen Weltmeisterschaften nicht eingestellt und nicht verbessert.
Es war ein Kontinentalrekord zu verzeichnen:

19,87 m (Ozeanienrekord) – Valerie Vili (Neuseeland), Qualifikationsgruppe B am 12. August

## Doping
In diesem Wettbewerb gab es zwei Dopingfälle:
- 2012 wurde der belarussischen Siegerin Nadseja Astaptschuk (20,51 m) in einer Nachuntersuchung Dopingmissbrauch nachgewiesen. Folgerichtig verlor sie ihre Goldmedaille und die Nächstplatzierten rückten nach.[2]
- Die Russin Swetlana Kriweljowa, die zunächst mit 19,49 m den vierten Platz belegt hatte, wurde ebenfalls nachträglich wegen Dopings disqualifiziert.[3]

Leidtragende waren vor allem sechs Teilnehmerinnen.
- Zwei Athletinnen erhielten ihre Medaillen erst mit langer Verspätung:
  - Olga Rjabinkina, Russland – bekam die Goldmedaille erst sieben Jahre nach Abschluss der Veranstaltung
  - Nadine Kleinert, Deutschland – rückte erst viel später zur Bronzemedaillengewinnerin auf und konnte nicht an der Siegerehrung teilnehmen
- Zwei Kugelstoßerinnen hätten aufgrund ihrer Platzierungen unter den ersten Acht im Finale drei weitere Versuche zugestanden:
  - Christina Schwanitz, Deutschland
  - Misleydis González, Kuba
- Zwei Wettbewerberinnen hätten aufgrund ihrer Platzierungen unter den besten Zwölf aus beiden Qualifikationsgruppen am Finale teilnehmen können:
  - Kimberly Barrett, Jamaika
  - Olga Iwanowa, Russland

## Legende
Kurze Übersicht zur Bedeutung der Symbolik – so üblicherweise auch in sonstigen Veröffentlichungen verwendet:
| – | verzichtet |
| x | ungültig   |

## Qualifikation
12. August 2005, 18:30 Uhr
26 Teilnehmerinnen traten in zwei Gruppen zur Qualifikationsrunde an. Die Qualifikationsweite für den direkten Finaleinzug betrug 18,30 m. Zehn Athletinnen übertrafen diese Marke (hellblau unterlegt). Das Finalfeld wurde mit den beiden nächstplatzierten Sportlerinnen auf zwölf Wettbewerberinnen aufgefüllt (hellgrün unterlegt). So mussten schließlich 17,87 m für die Finalteilnahme erbracht werden.

### Gruppe A

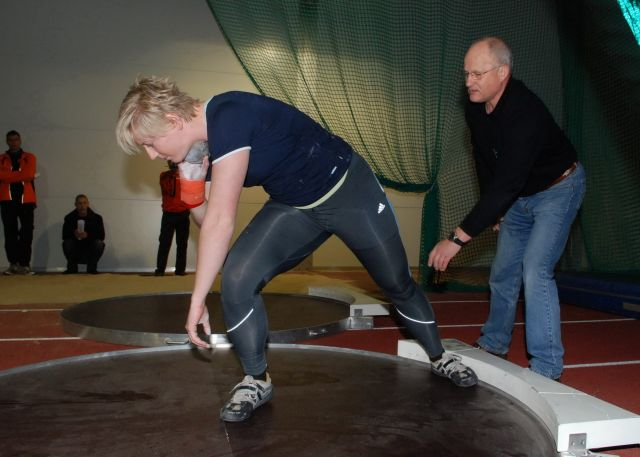
Petra Lammert schied als Siebte der Qualifikationsgruppe A mit 17,72 m aus

| Platz | Name                | Nation              | Resultat (m) | 1. Versuch (m) | 2. Versuch (m) | 3. Versuch (m) | Anmerkung                              |
| 1     | Yumileidi Cumbá     | Kuba                | 18,94        | x              | 18,94          | –              |                                        |
| 2     | Olga Rjabinkina     | Russland            | 18,72        | 17,65          | 18,72          | –              |                                        |
| 3     | Li Meiju            | Volksrepublik China | 18,35        | 17,30          | 17,31          | 18,35          |                                        |
| 4     | Assunta Legnante    | Italien             | 18,06        | 17,46          | 17,80          | 18,06          |                                        |
| 5     | Lieja Tunks         | Niederlande         | 17,87        | 17,75          | 17,62          | 17,87          |                                        |
| 6     | Olga Iwanowa        | Russland            | 17,80        | x              | 17,21          | 17,80          | eigentlich für das Finale qualifiziert |
| 7     | Petra Lammert       | Deutschland         | 17,72        | x              | 17,72          | 17,56          |                                        |
| 8     | Kristin Heaston     | USA                 | 17,53        | 17,53          | x              | x              |                                        |
| 9     | Vivian Chukwuemeka  | Nigeria             | 17,50        | x              | 17,50          | 17,35          |                                        |
| 10    | Elisângela Adriano  | Brasilien           | 16,94        | 15,86          | 16,18          | 16,94          |                                        |
| 11    | Cristiana Checchi   | Italien             | 16,67        | x              | 16,35          | 16,67          |                                        |
| 12    | Ana Pouhila         | Tonga               | 15,14        | x              | 15,14          | x              |                                        |
| DOP   | Nadseja Astaptschuk | Belarus             |              |                |                |                | für das Finale zugelassen              |

### Gruppe B

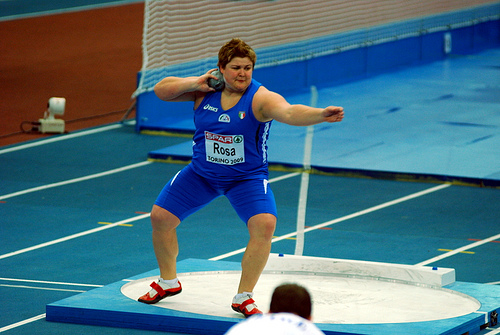
Chiara Rosas 17,32 m reichten nicht zur Finalteilnahme

| Platz | Name                | Nation              | Resultat (m) | 1. Versuch (m) | 2. Versuch (m) | 3. Versuch (m) | Anmerkung                              |
| 1     | Valerie Vili        | Neuseeland          | 19,87 OZ     | 19,87          | –              | –              |                                        |
| 2     | Nadine Kleinert     | Deutschland         | 18,90        | 18,90          | –              | –              |                                        |
| 3     | Natallja Charaneka  | Belarus             | 18,83        | 18,83          | –              | –              |                                        |
| 4     | Misleydis González  | Kuba                | 18,53        | 18,53          | –              | –              |                                        |
| 5     | Christina Schwanitz | Deutschland         | 18,35        | 17,82          | 18,17          | 18,35          |                                        |
| 6     | Kimberly Barrett    | Jamaika             | 17,85        | 17,14          | 17,85          | 17,34          | eigentlich für das Finale qualifiziert |
| 7     | Chiara Rosa         | Italien             | 17,32        | 17,32          | x              | x              |                                        |
| 8     | Cleopatra Borel     | Trinidad und Tobago | 17,31        | 17,31          | x              | 16,96          |                                        |
| 9     | Oksana Tschibisowa  | Russland            | 16,67        | 16,67          | 16,30          | 16,41          |                                        |
| 10    | Lee Mi-Young        | Südkorea            | 16,60        | 16,18          | x              | 16,60          |                                        |
| 11    | Yoko Toyonaga       | Japan               | 16,51        | 16,51          | 15,96          | 16,24          |                                        |
| 12    | Elizabeth Wanless   | USA                 | 16,50        | 16,50          | 15,98          | 15,73          |                                        |
| DOP   | Swetlana Kriweljowa | Russland            |              |                |                |                | für das Finale zugelassen              |

## Finale
13. August 2005, 18:40 Uhr
| Platz | Name                | Nation              | Resultat (m) | 1. Versuch (m) | 2. Versuch (m) | 3. Versuch (m) | 4. Versuch (m)                                   | 5. Versuch (m)                                   | 6. Versuch (m)                                   |
| 1     | Olga Rjabinkina     | Russland            | 19,64        | x              | 19,34          | 19,64          | x                                                | 19,06                                            | 18,76                                            |
| 2     | Valerie Vili        | Neuseeland          | 19,62        | x              | 18,23          | 19,62          | 19,33                                            | x                                                | 19,62                                            |
| 3     | Nadine Kleinert     | Deutschland         | 19,07        | x              | 17,92          | 18,70          | 18,87                                            | 19,07                                            | x                                                |
| 4     | Yumileidi Cumbá     | Kuba                | 18,64        | 18,37          | x              | x              | 18,57                                            | x                                                | 18,64                                            |
| 5     | Li Meiju            | Volksrepublik China | 18,35        | 17,51          | 18,20          | 18,35          | x                                                | 18,10                                            | x                                                |
| 6     | Natallja Charaneka  | Belarus             | 18,34        | 16,91          | 17,85          | 18,25          | 18,02                                            | 18,35                                            | x                                                |
| 7     | Christina Schwanitz | Deutschland         | 18,02        | 17,55          | 18,02          | x              | eigentlich zu drei weiteren Stößen berechtigt    | eigentlich zu drei weiteren Stößen berechtigt    | eigentlich zu drei weiteren Stößen berechtigt    |
| 8     | Misleydis González  | Kuba                | 18,01        | 17,85          | 18,01          | 17,82          | eigentlich zu drei weiteren Stößen berechtigt    | eigentlich zu drei weiteren Stößen berechtigt    | eigentlich zu drei weiteren Stößen berechtigt    |
| 9     | Lieja Tunks         | Niederlande         | 17,83        | 17,83          | 17,60          | x              | nicht im Finale der besten acht Kugelstoßerinnen | nicht im Finale der besten acht Kugelstoßerinnen | nicht im Finale der besten acht Kugelstoßerinnen |
| 10    | Assunta Legnante    | Italien             | 16,99        | x              | 16,99          | x              | nicht im Finale der besten acht Kugelstoßerinnen | nicht im Finale der besten acht Kugelstoßerinnen | nicht im Finale der besten acht Kugelstoßerinnen |
| DOP   | Nadseja Astaptschuk | Belarus             |              |                |                |                |                                                  |                                                  |                                                  |
| DOP   | Swetlana Kriweljowa | Russland            |              |                |                |                |                                                  |                                                  |                                                  |

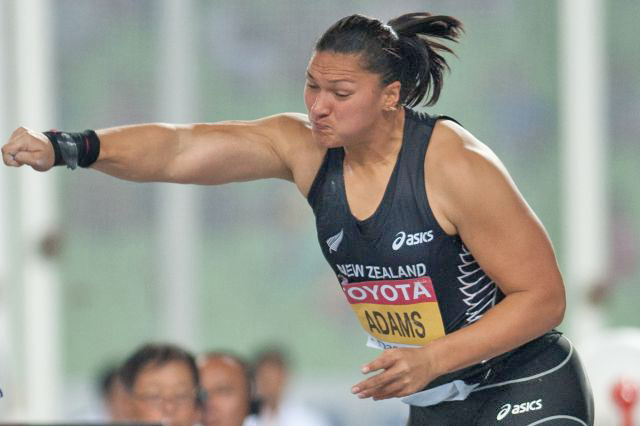
Vizeweltmeisterin Valerie Vili – in der Qualifikation mit neuem Ozeanienrekord von 17,85 m, diese Weite hätte im Finale zum WM-Titel gereicht
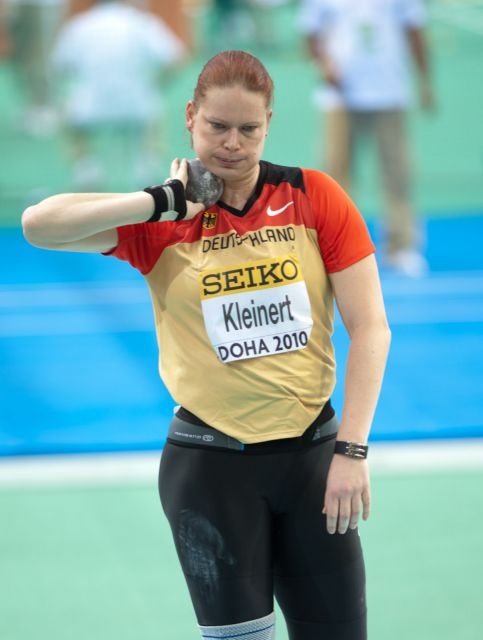
Bronze ging an Nadine Kleinert, 2004 Olympiazweite und zweifache Vizeweltmeisterin (1999 / 2001)
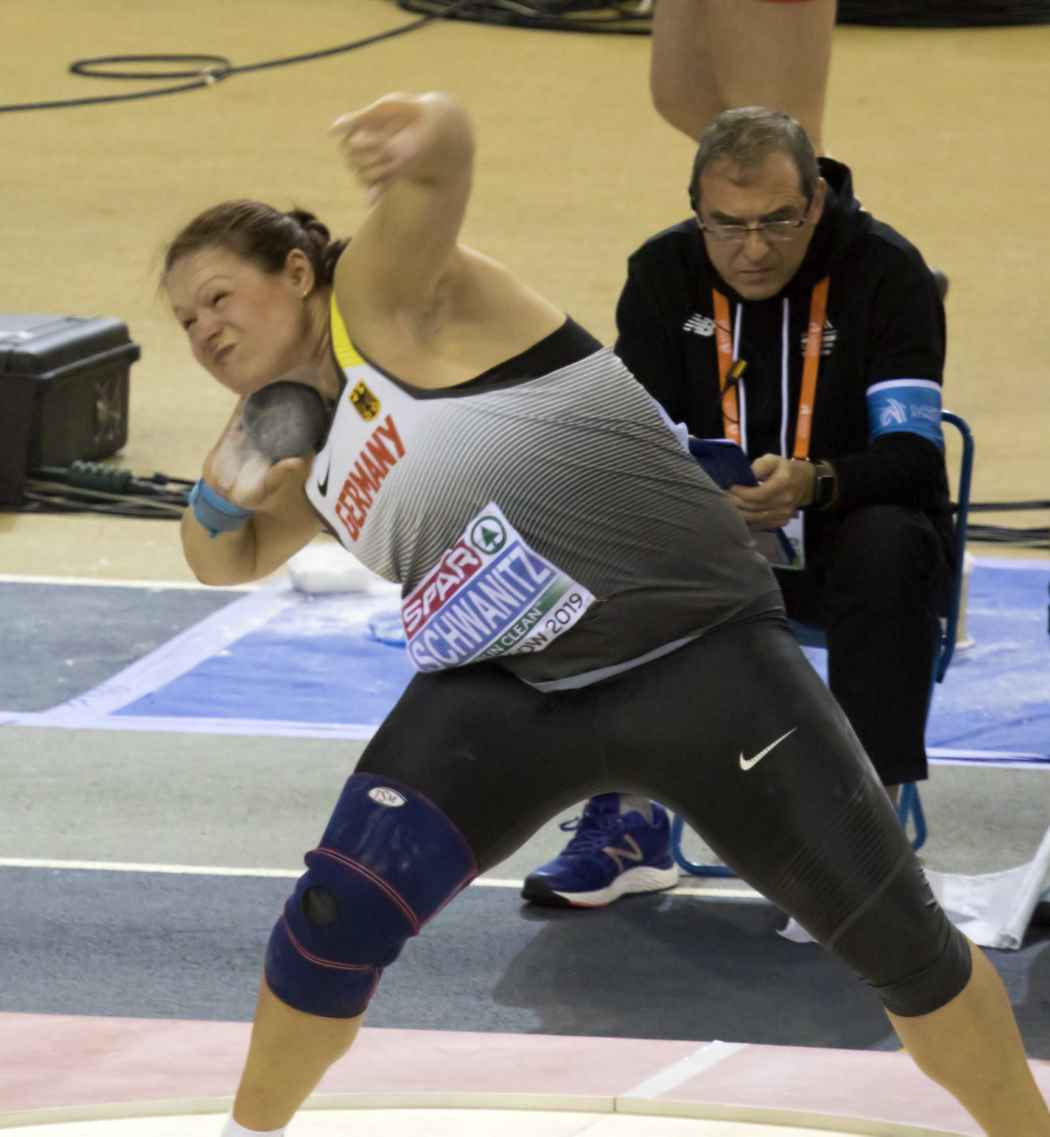
Christina Schwanitz, später unter anderem Weltmeisterin, errang mit Rang sieben einen ersten internationalen Achtungserfolg
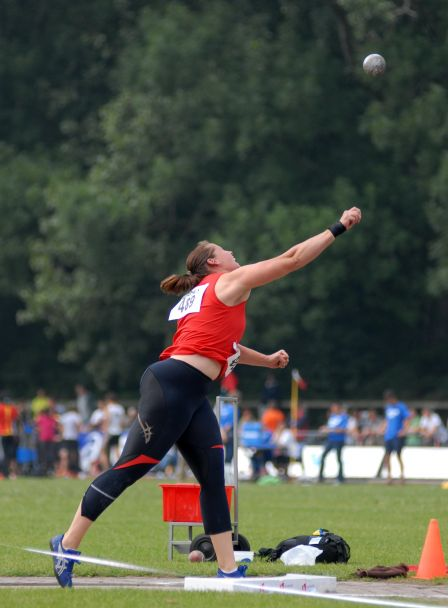
Lieja Tunks kam auf den neunten Platz
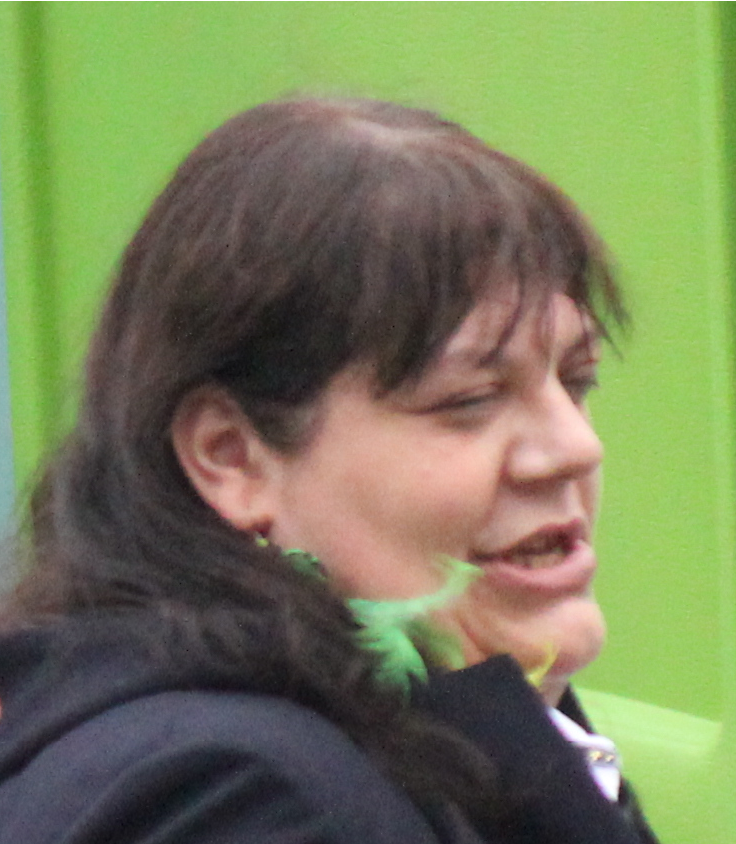
Die zehntplatzierte Assunta Legnante
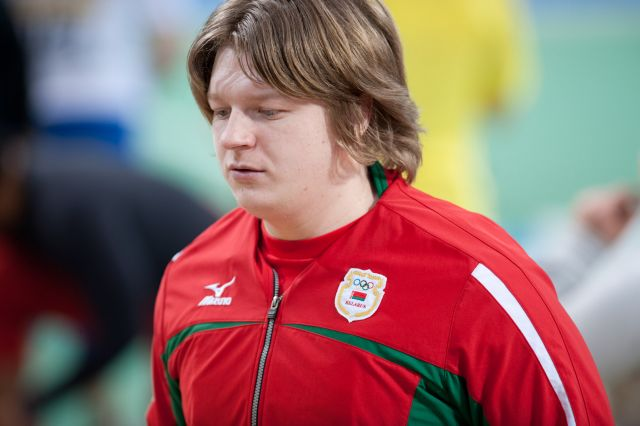
Nadseja Astaptschuk – eine der beiden Dopingsünderinnen dieses Wettbewerbs

## Video
- Shot Put Womens Final IAAF World Championships 2005 Helsinki, youtube.com, abgerufen am 13. Oktober 2020